# Praetorium Agrippinae

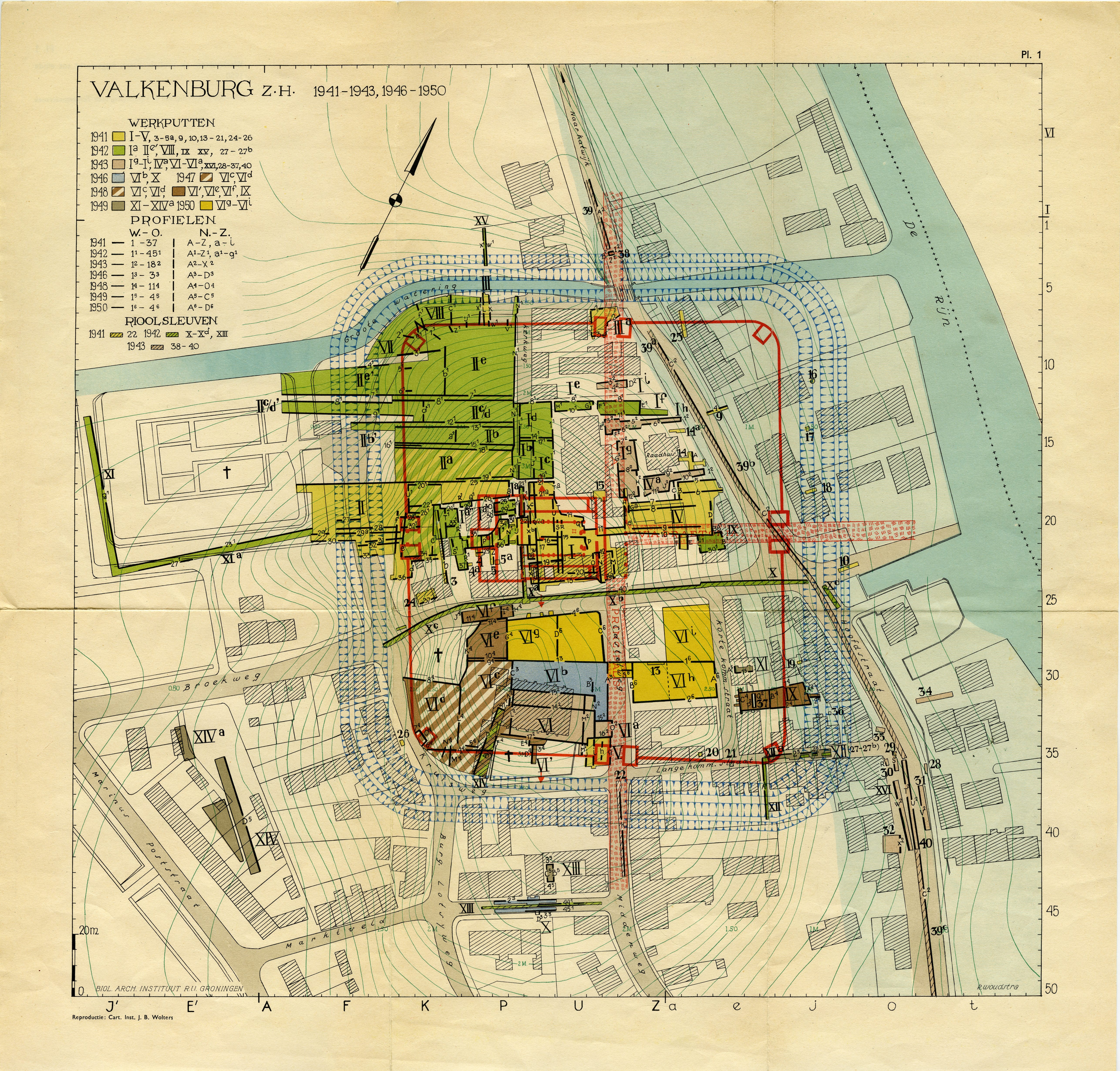
Overzichtskaart opgravingen castellum Valkenburg ZH 1941-'43 en '46-'50

Praetorium Agrippinae was een Romeinse nederzetting in de provincie Neder-Germanië (Germania Inferior), gelegen in het hedendaagse Valkenburg, in de Nederlandse provincie Zuid-Holland. Praetorium Agrippinae bestond uit een grensfort (castellum) en ontleende haar naam vermoedelijk aan een in 2020/2021 ontdekte legioensvesting (castra) aan de Oude Rijn, destijds de hoofdtak van de Rijn, die de noordgrens van het Romeinse Rijk vormde, de zogenaamde limes (Latijn voor "grens"). Praetorium Agrippinae staat vermeld op de Peutingerkaart (Tabula Peutingeriana) tussen Matilo (Leiden-Roomburg) en Lugdunum Batavorum (Katwijk). Het onderzochte castellum is de best gedocumenteerde sterkte langs de limes in Nederland, omdat de Romeinse resten uitstekend bewaard zijn gebleven.

## Geschiedenis

### Castellum en castra

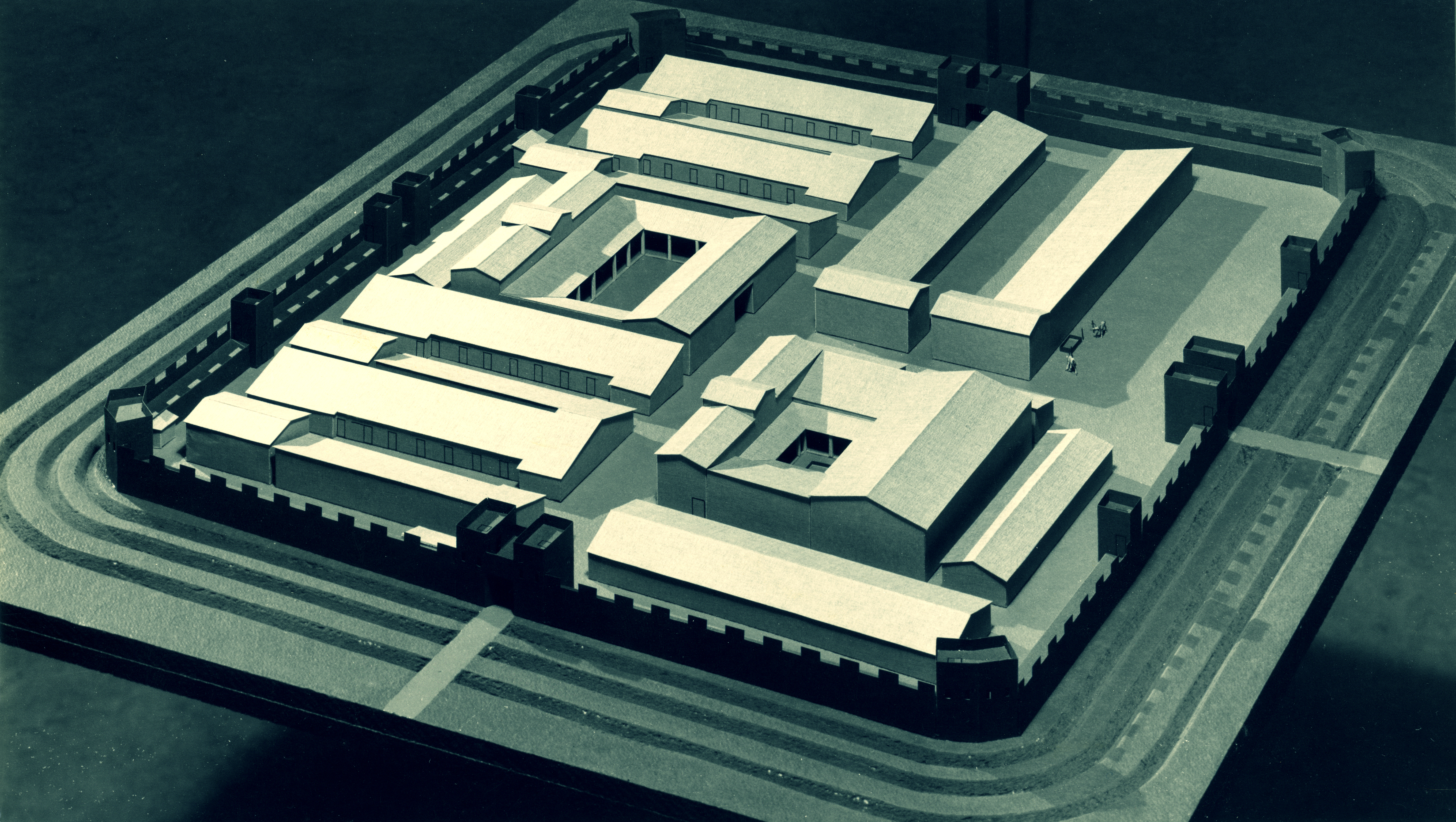
Maquette castellum Valkenburg ZH (RMO)

Een praetorium is een militair hoofdkwartier, en Praetorium Agrippinae is vernoemd naar Vipsania Agrippina, de in 33 na Chr. gestorven moeder van keizer Caligula. Het is mogelijk dat Caligula in het jaar 39 of 40 na Chr. in Valkenburg verbleef, want een wijnvat uit zijn privé-wijngaard is ter plaatse gevonden. Hoogstwaarschijnlijk was hij hier ter voorbereiding van een nooit uitgevoerde invasie van Britannia, en werd het castellum en de castra naar aanleiding van deze operatie gebouwd. Een dendrochronologische datering van de castra uit 39/40 na Chr. bevestigt dit vermoeden. Uiteindelijk gingen de Romeinen in 43 na Chr. onder Caligula's opvolger Claudius wel naar Engeland vanuit Boulogne-sur-Mer. De vondst van de castra in Valkenburg maakt het echter goed mogelijk dat een deel van die invasiemacht vanuit de Rijnmonding is vertrokken. Vermoed wordt dat een legermacht, wellicht het Twintigste Legioen, vanaf Valkenburg de oversteek heeft gemaakt destijds. Nadien is de legioensplaats bewust onklaar gemaakt of ontmanteld, maar misschien is het nog wat langer in gebruik geweest en heeft het de legionairs gehuisvest die destijds het Kanaal van Corbulo in de jaren 47-50 na Chr. hebben aangelegd; een uitgegraven kanaal tussen Rijn en Maas, zodat de Romeinen niet meer buitengaats hoefden over de Noordzee.
Het castellum of fort, dat rond het jaar 40/41 werd gebouwd, lag op de plaats van het huidige centrum van Valkenburg, onder de tegenwoordige kerk. Aanvankelijk werd het omringd door een aarden wal met palissade en drie grachten. Het bood aanvankelijk plaats aan twee manipels infanterie (320 soldaten) en twee turmae (60 man) cavalerie van het Cohors III Gallorum Equitata. Praetorium Agrippinae werd net als de meeste andere Romeinse forten aan de Nederrijnse limes verwoest tijdens de Bataafse Opstand van 69-70, maar werd daarna weer herbouwd. In deze tijd werd hier het complete Cohors IV Thracum Equitata gestationeerd. Vanaf ca. 180 na Chr. werd het fort vergroot, en grotendeels in steen opgebouwd. Net als in Traiectum had dit castellum in de houtbouwfase maar drie poorten, maar tijdens de steenbouwfase gewoon vier poorten. In totaal zijn zeven bouwfasen onderscheiden.
Ten zuiden van het castellum lag ter ondersteuning nog een klein fort voor een centurio (ca. 80 man), vermoedelijk om een naburige brug over een getijdengeul te bewaken. Er is in de omgeving een grafveld met 650 graven gevonden.
Zoals alle castella in Nederland werd ook Valkenburg verlaten na de val van de limes rond 275 na Chr. Valkenburg is echter een van de weinige forten waar bewijs voor bouwactiviteit in de Laat-Romeinse periode is aangetroffen. Tijdens de regering van keizer Constantius I Chlorus in 305 werd hier een graanopslag met drie graanschuren (horrea) aangelegd. Deze graanopslag is waarschijnlijk bedoeld voor de overslag van graan uit Britannia.

### Vicus
Ten zuidoosten van het fort strekte zich over een lengte van ca. 1 km een grote burgernederzetting (vicus) uit langs de limes-weg. Deze werd bewoond tussen ca. 70 en 240 na Chr. De vicus is gedeeltelijk opgegraven op de locaties 'Veldzicht', 'Marktveld' en 'De Woerd'. Naast woonhuizen zijn hier ook boerderijen, tabernae (ambachtshuizen), pakhuizen en graanopslagplaatsen en mogelijk een badgebouw (thermen) aangetroffen, alsmede een groot grafveld op het Marktveld met meer dan 650 graven uit de periode 50 tot 225 na Chr. Op het Marktveld stond tussen ca. 70 en 110 na Chr. ook een mini-castellum.

## Opgravingen
Het eerste serieuze onderzoek werd in 1922 door het Leidse Rijksmuseum van Oudheden uitgevoerd op De Woerd onder leiding van Holwerda. Tussen 1941 en 1953 werden onder leiding van Albert van Giffen uitgebreide opgravingen in Valkenburg verricht in het castellum, waarbij een grote hoeveelheid vondsten werd gedaan. Omdat de resten van het fort onder het grondwaterpeil lagen, zijn ze goed geconserveerd gebleven. Er werd veel organisch materiaal gevonden, waaronder voedselresten, botten, leren schoeisel en tuigage. Ook zijn gedeeltes van de houten soldatenbarakken bewaard gebleven. Deze vondsten maakten nauwkeurig onderzoek naar de Romeinse bouwtechnieken en eetgewoonten mogelijk.
In de jaren 70 en 80 zijn verdere opgravingen gedaan naar de vicus; pas onlangs is duidelijk geworden dat daar sprake is geweest van bebouwing in de vorm van rijtjeshuizen, die op strookvormige percelen langs de weg stonden.

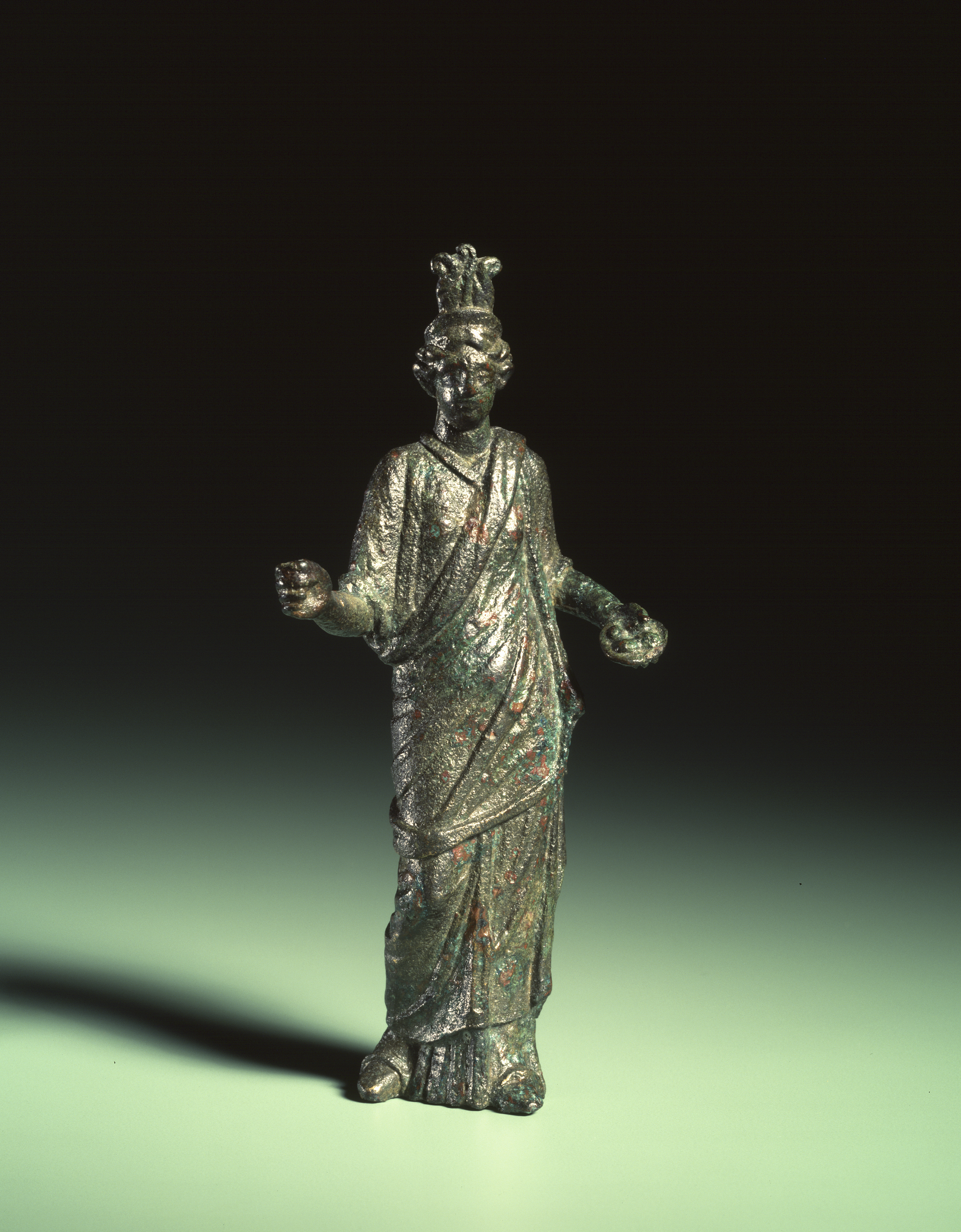
Bronzen beeldje van de godin Isis
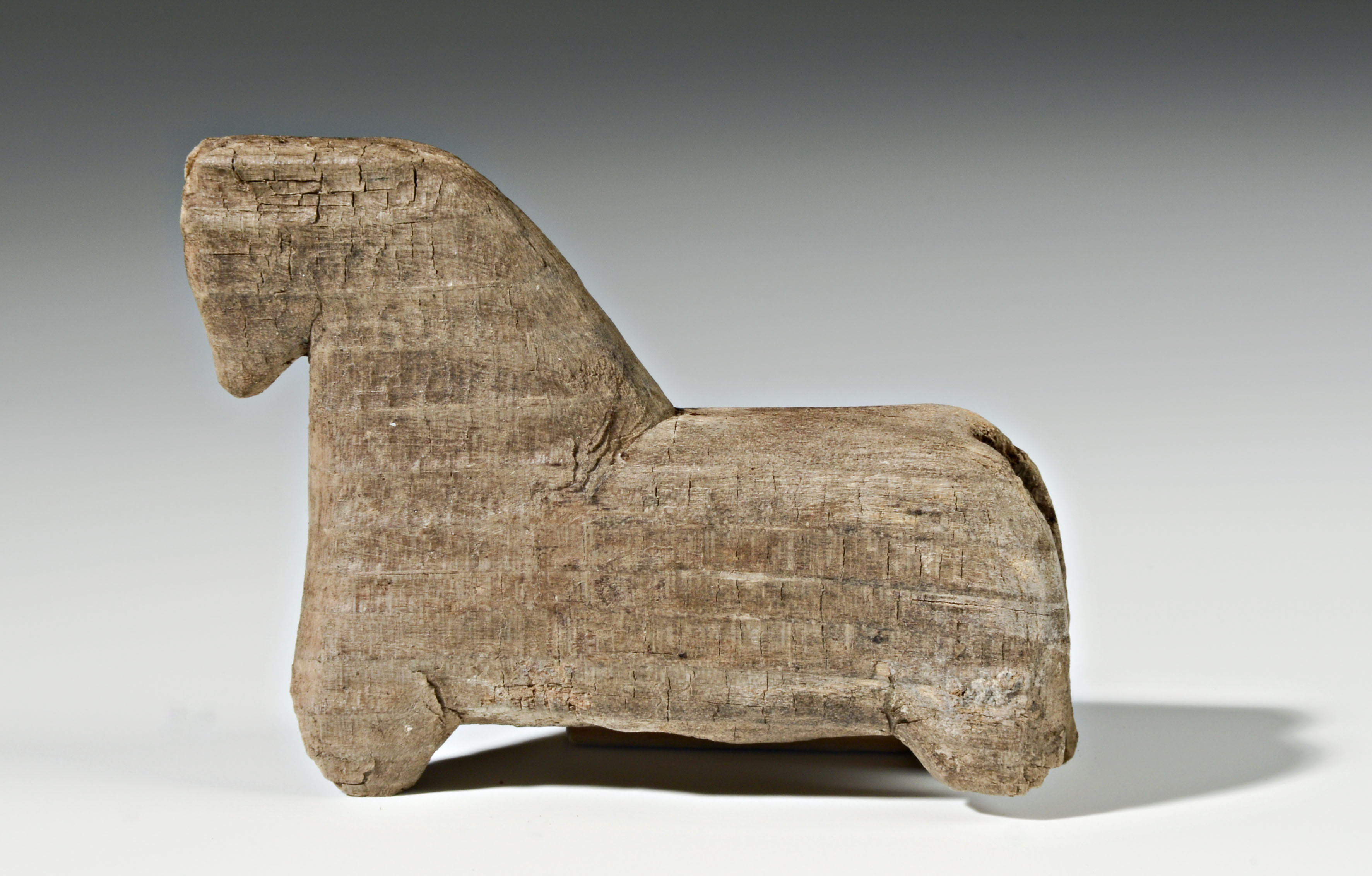
Klein houten paardje, mogelijk speelgoed
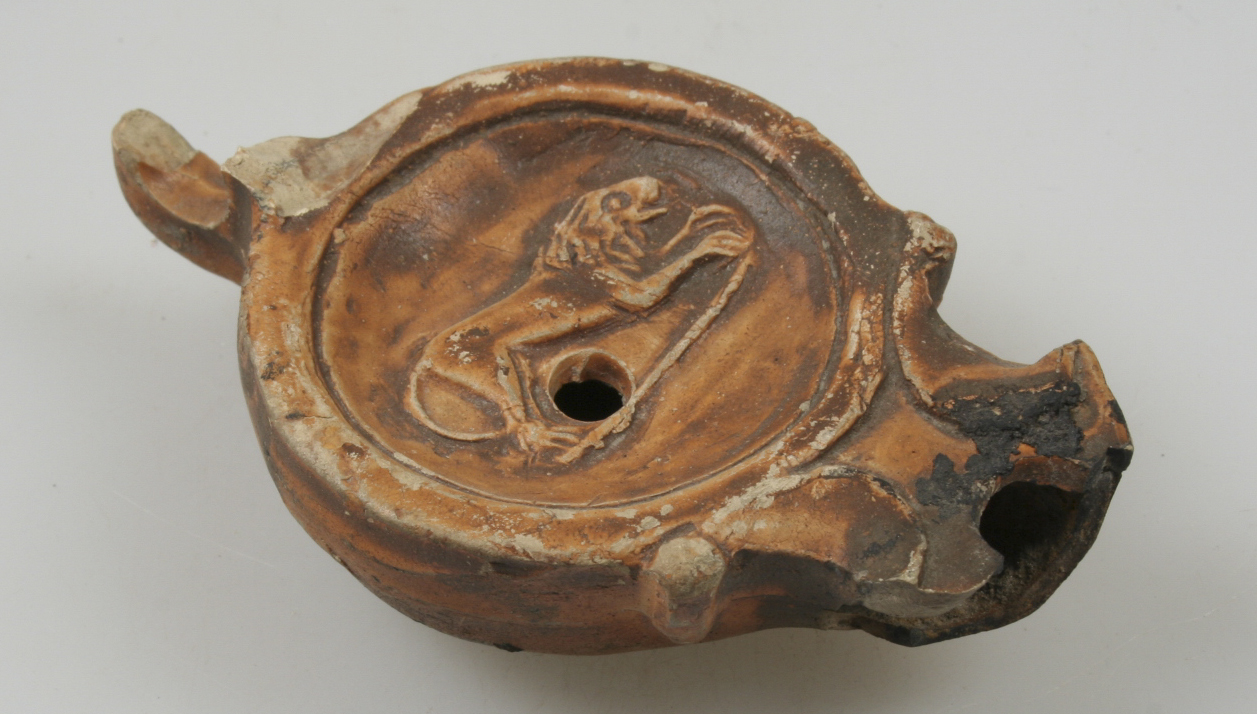
Olielampje met reliëf van leeuw
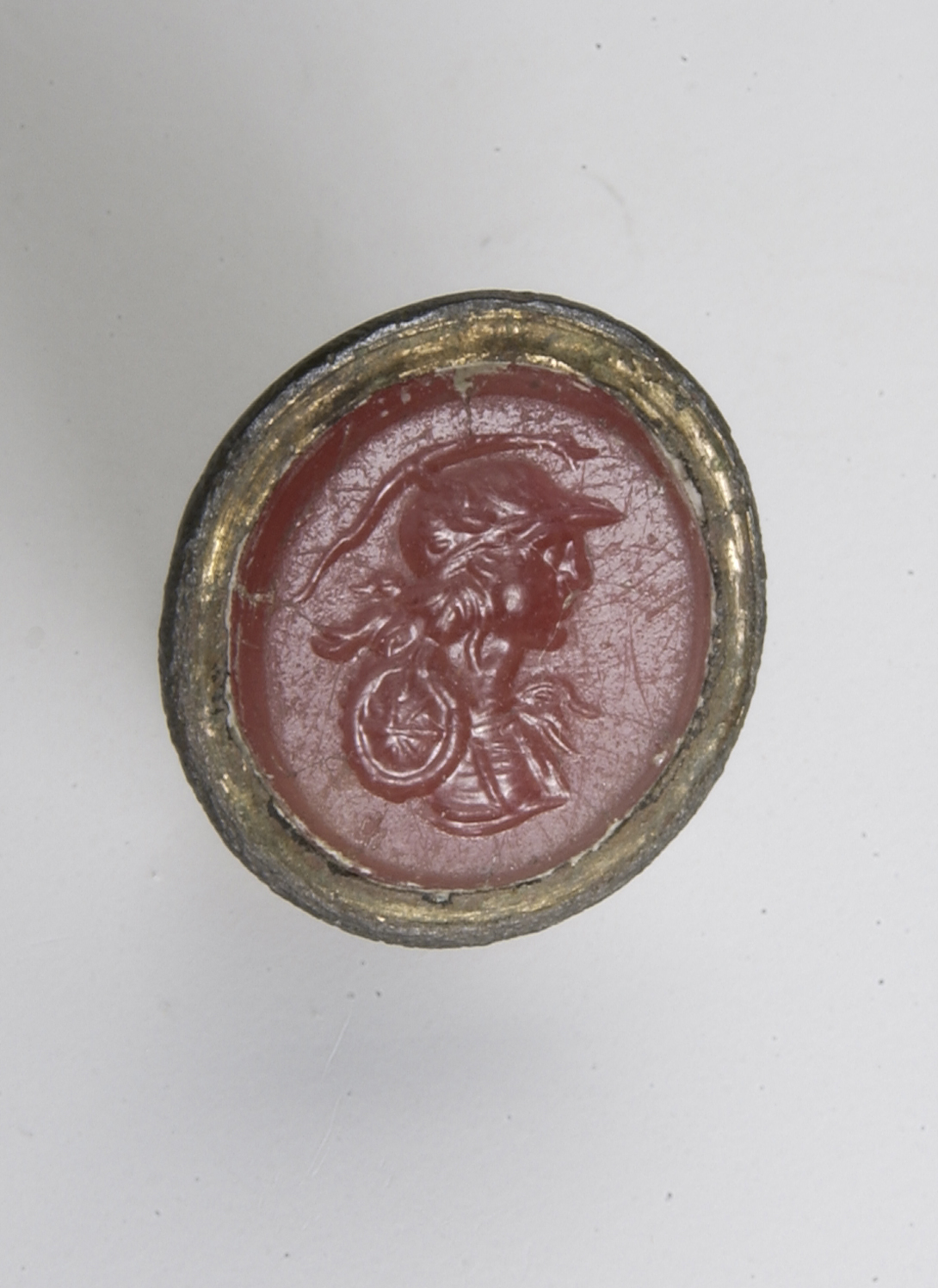
Bronzen stempel met een rode steen, met decoratie van een gehelmde godin mogelijk Minerva of Roma

## Overblijfselen

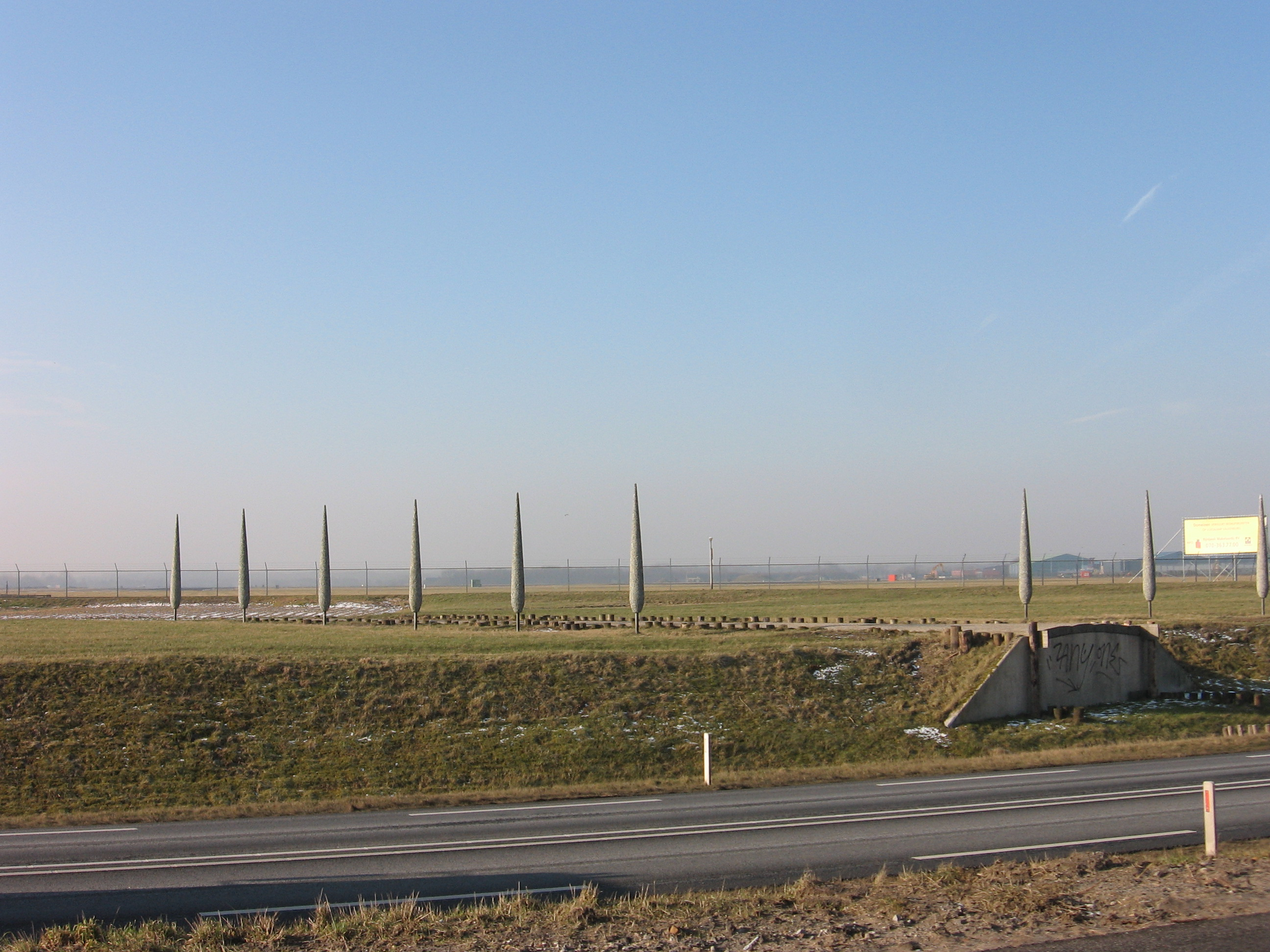
Reconstructie Romeinse limes-weg langs de N206 bij Valkenburg

Een gedeelte van de opgegraven vondsten is te bezichtigen in het Torenmuseum in Valkenburg. Op en rond het Castellumplein zijn de contouren van het castellum met ronde bronzen doppen in de bestrating zichtbaar gemaakt. Van een van de poorten is het gereconstrueerde fundament te zien. Langs de N206 is bij Valkenburg een reconstructie te zien van de Romeinse limes-weg zoals die er in 124/125 uit moet hebben gezien.
Bij archeologische opgravingen in juli 2019 is de inscriptie COH II CR gevonden op een paal van een oude Romeinse weg, wat staat voor Cohors II Civium Romanorum. Het dateert uit 125 n.Chr.

## Werelderfgoed
Het fort is een schakel in de Neder-Germaanse limes, de lijn van grensforten aan de noordgrens van het Romeinse Rijk.
Op 27 juli 2021 zijn tijdens de vergadering van het Werelderfgoedcomité van de UNESCO in het Chinese Fuzhou onderdelen uit het nominatiedossier, waaronder de militaire delen van het fort bij Valkenburg,  de status van Werelderfgoed toegekend.

Het belang van het fort in het nominatiedossier wordt als volgt omschreven:
Het fort staat internationaal bekend om de hoogwaardige conservering van houtresten, die ons  unieke details van militaire techniek tonen. Houten wanden uit de eerste bouwfase zijn behouden tot een hoogte van 0,5 m, wat uiterst zeldzaam is. De wallen van de opeenvolgende bouwfasen tonen verschillende ontwerpen, die te wijten kunnen zijn aan verschillende etnische achtergronden van de garnizoenen of aan veranderingen in de beschikbaarheid van bouwmateriaal.